# Motorkapoverleg
Motorkapoverleg is een term die in België en Nederland gebruikt wordt voor overleg tussen verschillende hulpdiensten op de plek van een ramp, ongeluk of ander incident. Het motorkapoverleg dankt zijn naam aan het feit dat een motorkap regelmatig gebruikt wordt als tafel voor het gebruik van papier, een klein whiteboard of ander materiaal waaromheen de deelnemers aan het overleg staan.

## Nederland
De term wordt in Nederland gebruikt wordt voor het overleg tussen de Officieren van Dienst van de hulpdiensten (Brandweer, Politie, Geneeskundig) ter plaatse in geval van inzet van meerdere hulpdiensten (ook wel multidisciplinair optreden genoemd). Als de officier van dienst van de brandweer nog niet aanwezig is dan neemt de bevelvoerder van het eerste brandweervoertuig zijn plaats in. Bij de ambulancedienst neemt de verpleegkundige van de eerste ambulance de plaats in van de OvD-G (officier van dienst geneeskundig).
Afhankelijk van de situatie kunnen ook vertegenwoordigers van andere organisaties betrokken zijn bij het overleg. Zo is Rijkswaterstaat aanwezig bij incidenten op snelwegen of waterwegen of is een vertegenwoordiger van een gemeente soms aanwezig bij incidenten (met name bij incidenten met mogelijke gevolgen voor het milieu). Ook het waterschap kan aanwezig zijn in verband met gevolgen voor oppervlaktewater en afval- of rioolwaterzuiveringsinstallatie.
Dit motorkapoverleg vindt plaats in een zogenaamde GRIP 0-situatie. Dat wil zeggen dat er sprake is van een routine-inzet en er (nog) geen opschaling in het kader van de GRIP-regeling heeft plaatsgevonden. Vindt er wel opschaling plaats (GRIP 1 en hoger) dan wordt dit motorkapoverleg omgezet in een Commando Plaats Incident (CoPI).
In de meeste veiligheidsregio's wordt bij de opschaling naar GRIP 1 een commandohaakarmbak ter plaatse gebracht die dienst gaat doen als mobiele vergaderruimte.

## België
Bij motorkapoverleg in België bespreken verschillende disciplines zoals brandweer-, politie- en medische diensten wat er moet gebeuren binnen een rampgebied. Enkel de hoogsten in rang nemen hieraan deel.
Deze zogenaamde CP-OPS (CommandoPost-OPeratieS) heeft veel weg van een vergaderzaal en communicatielokaal. Zo zijn er internetverbinding, telefoon, fax en natuurlijk communicatiemogelijkheid met de verschillende hulpdiensten, veelal met het Astrid-netwerk. Ook hebben reeds verschillende andere disciplines hun eigen commandowagen. De CP-OPS-wagens worden steeds gekenmerkt door een groen zwaailicht en een groene vlag met het opschrift 'CP-OPS'. Zo is deze wagen steeds te onderscheiden van de andere hulpverleningsvoertuigen.